# Acacia melanoceras
Acacia melanoceras là một loài thực vật có hoa trong họ Đậu. Loài này được Beurl. miêu tả khoa học đầu tiên.